# Dugonia eliera
Dugonia eliera är en fjärilsart som beskrevs av William Schaus 1928. Dugonia eliera ingår i släktet Dugonia och familjen tandspinnare. Inga underarter finns listade i Catalogue of Life.